# じもっと!OITA
『じもっと!OITA』（じもっと!オオイタ）は、2019年4月1日から大分朝日放送で平日 18:15 - 19:00（JST）に生放送されている夕方のローカルワイドニュース番組である。

## 番組概要
- 2019年3月29日まで12年間放送されていた『Super Jチャンネルおおいた』の後継番組である。

## 出演者

### キャスター
- 冨永実加子
- 広瀬俊輔
- 浅見眞帆
- 下野紗弥

### お天気コーナー
- 武内直崇（気象予報士）
- サブのキャスター

## 備考
- 2021年1月4日より、放送時間を18:15 - 18:45の30分に短縮する場合がある。その場合テレビ朝日が2020年秋の番組改編から始めた18:45スタートのバラエティ番組をフルネットしている。
- 2021年1月11日より、新しく武内直崇気象予報士が登場した。それまでかなりの期間当番組に気象予報士は不在であり、サブのアナウンサーが天気予報を担当していた。